# Черняница
Черняница (устар. Черновица) — река в России, протекает по Котельничскому району Кировской области. Устье реки находится в 12 км по правому берегу реки Ночная Черняница. Длина реки составляет 42 км, площадь водосборного бассейна 387 км².
Исток реки находится юго-западнее деревни Родичи в 15 км к юго-западу от Котельнича. В верховьях река соединена каналами с верховьями Кликвяжа (бассейн Пижмы). Течёт на северо-восток, в верхнем течении течёт параллельно железной дороге Нижний Новгород — Котельнич — Киров. Протекает деревни Родичи, Ждановы, Веснины, затем течёт по западной окраине Котельнича. Ниже города на реке стоят деревни Богомоловы и Зайцевы. Впадает в Ночную Черняницу у деревни Борки. Высота устья — 99,0 м над уровнем моря.

## Притоки (км от устья)
- 17 км: река Кучеровка (пр)
- 18 км: река Елховка (лв)
- 23 км: река Даровица (лв)
- река Сусловка (лв)
- река Осиновка (пр)
- река Путенека (лв)
- река Отнога (лв)

## Данные водного реестра
По данным государственного водного реестра России относится к Камскому бассейновому округу, водохозяйственный участок реки — Вятка от города Киров до города Котельнич, речной подбассейн реки — Вятка. Речной бассейн реки — Кама.
Код объекта в государственном водном реестре — 10010300312111100036031.